# هيجة المقرء (حبيش)

تعديل مصدري - تعديل

هيجة المقرء محلة تابعة لقرية العيدان، التابعة لعزلة الجعافرة بمديرية حبيش إحدى مديريات محافظة إب في الجمهورية اليمنية، بلغ تعداد سكانها 23 حسب تعداد اليمن لعام 2004.